# Daniel Akaka
Daniel Kahikina Akaka (Honolulu, 11 settembre 1924 – Honolulu, 6 aprile 2018) è stato un politico statunitense, membro del Partito Democratico e senatore per lo stato delle Hawaii dal 1990 al 2013.

## Biografia
Di origini native hawaiiane e cinesi, durante la Seconda guerra mondiale è stato arruolato nell'esercito ed ha operato a Saipan ed a Tinian; al termine del conflitto si è laureato all'Università delle Hawaii ed ha esercitato la professione di insegnante per poi iniziare la carriera politica tra le file del Partito Democratico.
Dal 1977 al 1990 ha fatto parte della Camera dei Rappresentanti, venendo eletto sempre con ampio margine nei confronti del rivale Partito Repubblicano.
Il 16 maggio del 1990 venne nominato senatore ad interim a causa del decesso del rappresentante delle Hawaii, Spark Matsunaga; nello stesso anno si svolsero le elezioni che confermarono l'approdo di Akaka al Senato con il 54% dei voti. Da allora ha sempre conservato il suo scranno parlamentare: nel 1994 con il 71,8%, nel 2000 con il 72,7% e nel 2006 con il 61,4%. Nel 2012 decise di non chiedere la rielezione per la terza volta e venne succeduto dalla deputata Mazie Hirono.
Nell'aprile del 2006 il TIME lo inserisce nella lista dei cinque senatori peggiori d'America: l'articolo è fortemente critico nei confronti di Akaka, accusato di occuparsi solo di piccole ed insignificanti questioni legislative e di non riuscire a far approvare le sue proposte di legge.
Dal 2007 al 2013 ha guidato la commissione parlamentare che si occupa degli affari dei veterani di guerra.
Durante i suoi ventitré anni da senatore, Akaka ha servito insieme al collega anziano Daniel Inouye, che aveva il suo stesso nome ed era nato solo quattro giorni prima. Inouye morì pochi giorni prima della fine del mandato di Akaka, rendendolo senatore anziano delle Hawaii per poco più di due settimane.